# 元朗墟

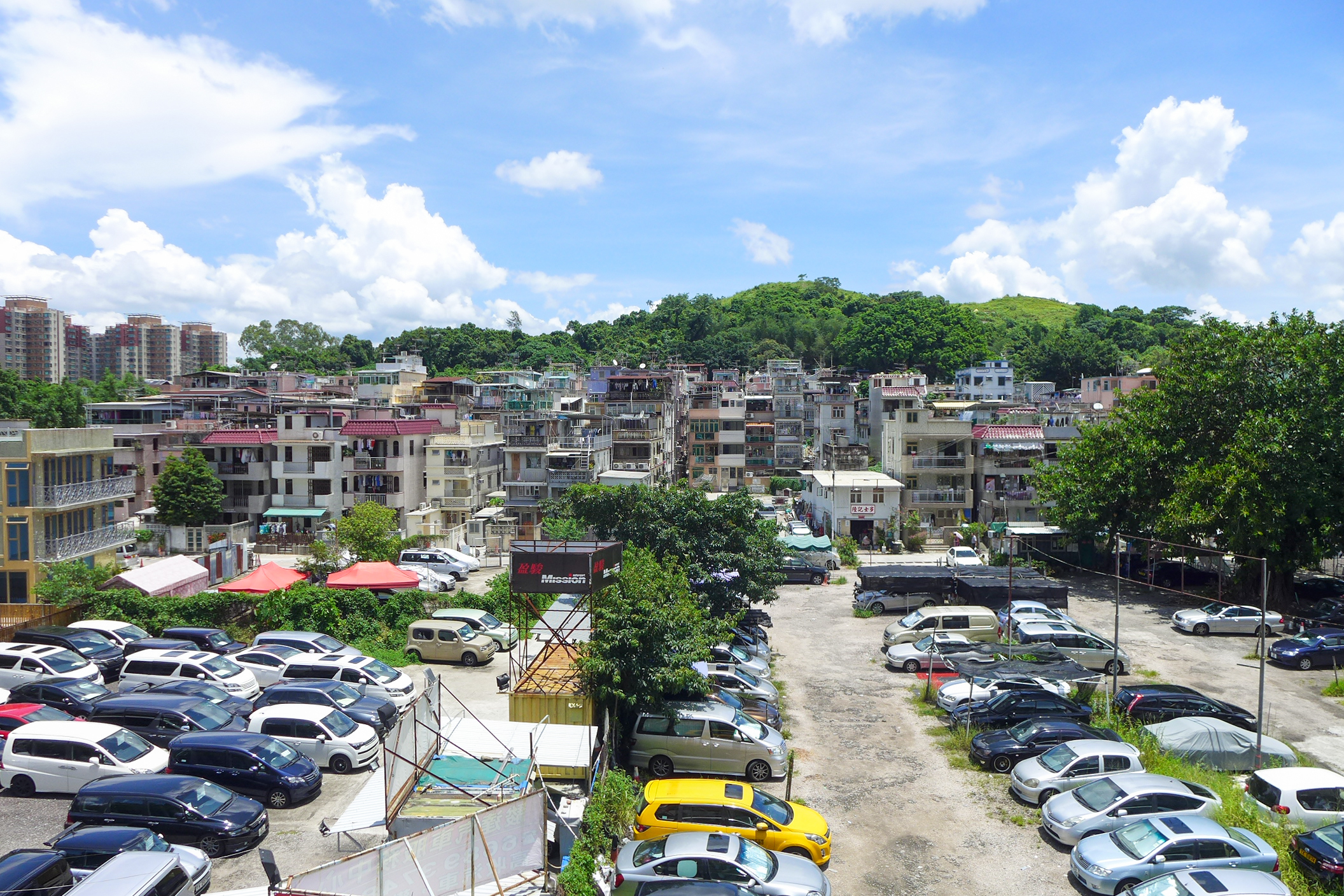
元朗舊墟東頭村

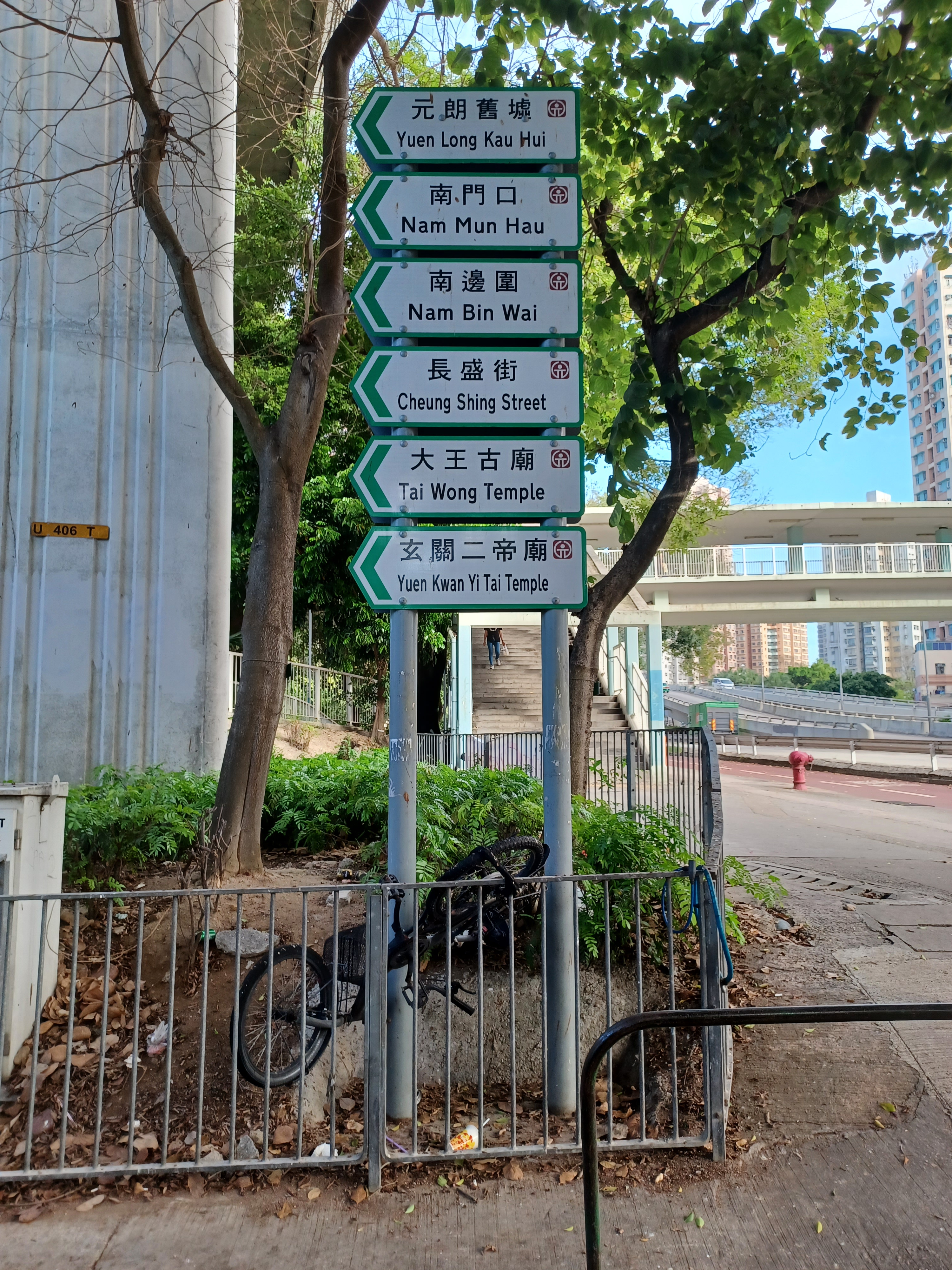
元朗舊墟路牌

元朗墟（英語：Yuen Long Hui；1960年前寫作）是香港新界元朗區的墟市，分為元朗舊墟（英語：Yuen Long Kau Hui）及元朗新墟（英語：Yuen Long San Hui）。元朗舊墟位於元朗市中心東北邊緣，現為十八鄉鄉事委員會的成員村落之一。元朗新墟即是水車館街一帶，後擴展為現時的元朗市，是現在元朗市中心最繁盛的心臟地帶。

## 歷史

### 大橋墩墟
古時「墟」或「集」乃鄉民買賣農作物之中心。據嘉慶廿四年（1819年）重修的《新安縣志》載元朗有名「大橋墩墟」，亦稱「圓朗墟」，位置不詳，可能位於元朗河口西岸、大橋村、或大旗嶺。大橋墩墟於遷界後荒廢沒落。

### 元朗舊墟
康熙八年（1669年），清朝取消遷界令，同年錦田進士鄧文蔚獲封地設墟。鄧氏遂將大橋墩墟遷到西邊圍與南邊圍之間的地方，今稱元朗舊墟。存於大樹下天后廟內刻於咸豐六年（1856年）的「重修天后古廟碑」中亦清楚紀錄：「清康熙八年大橋墩市場改遷元朗」。元朗舊墟之擁有者（稱爲「墟主」）是錦田泰康圍鄧氏家族鄧文蔚一房的「光裕堂」。
元朗舊墟是錦田、屏山一帶的農產品集散地，墟場內有長盛街、利益街和酒街三條主要街道，東門口及南門口兩個出入口，設有各行各業的舖戶，共有店舖102間。每月逢3、6、9日：即農曆初三、初六、初九、十三、十六、十九、廿三、廿六、廿九日，便是墟期，設有公秤，收益歸「光裕堂」。
20世紀初期，隨著元朗日漸發展，而元朗涌（舊稱「水門頭」）河床淤塞，內陸水運貨物需在青山灣碼頭卸貨，再轉陸路運到元朗墟。所以自1915年元朗新墟建成後，元朗墟也慢慢衰落。今日元朗舊墟的長盛街仍保存不少古建築物，稱為「滿清一條街」。
2021年6月香港暴雨後，一棟毗鄰同益棧的古屋之露台突然倒塌，無人受傷。

### 元朗新墟
20世紀初期，隨著元朗日漸發展，舊墟地方應該已不敷應用。聽講八鄉、十八鄉和屏山的鄉民埋怨舊墟的地權和生意被大姓鄧氏壟斷；村民做各項生意均要納租，造成不公平買賣。由戴鉅臣、鄧英生、伍醒遲、梁惠戴、鄧可光、黎翌才、易贊臣等倡議另建新墟；他們以每股2元的價錢，集資一萬股，成立「合益公司」，興建新墟。1915年，元朗新墟建成，地點在舊墟西南面，鄰近新建成之青山公路－元朗段，包括俗稱「五合街」的地方，即合益街、合發街、合成街、合和街及合和後街，共有94幢二至三層的房屋；每幢房屋當時約值750元，地面為商舖，而樓上則用作貨倉、工場或住宅之用。新墟由合益公司負責管理，每年租金1元，後增至5元。新墟另有空地供小販投墟，墟期與舊墟同為三六九，小販到墟場擺賣，需繳費2仙，亦設有公秤，屬合益公司所有，以投標方式交由商人經營。當時墟場以糶穀糴米為最大宗，在場中心建有設上蓋的大穀亭供鄉民買賣，今日的谷亭街即以此命名。新墟地方廣闊，比舊墟更受歡迎，舊墟因此漸漸衰落。
1930年代至第二次世界大戰前後，新墟興隆，并一度成為新界西北部最大及有名的墟市。元朗新墟隨著政府在1970年代大力發展，漸漸成為元朗市中心，和元朗新市鎮相容，於1984年的4月全部拆平。

## 舊墟文物建築
以下建築獲古物古蹟辦事處建議評級：
| 名稱          | 歷史評級 | 落成年份     | 補充資料                                               |
| ------------- | -------- | ------------ | ------------------------------------------------------ |
| 同益棧        | I        | 1899年以前   | 利益街20號A及21號，香港現存唯一清代客棧                |
| 晉源押        | I        | 1910年代     | 位於長盛街72號，香港現存最古老的當鋪                   |
| 大王廟        | I        | 康熙時期     | 供奉洪聖王和楊侯公，為當年元朗舊墟的政治及宗教信仰中心 |
| 玄關二帝廟    | I        | 1714年       | 供奉玄天上帝及關帝                                     |
| 利益街12號    | II       | 1900年以前   |                                                        |
| 利益街31號    | II       | 1900年以前   |                                                        |
| 利益街47號    | II       | 1900年以前   |                                                        |
| 利益街24號    | II       | 1900年以前   |                                                        |
| 利益街27號    | II       | 1900年以前   |                                                        |
| 利益街14號    | III      | 1900年以前   |                                                        |
| 南門口33-35號 | III      | 1920年代     |                                                        |
| 長益街23號    | III      | 1910年代以前 |                                                        |

## 相關街道
新墟
- （舊）合益路
- 谷亭街
- 元朗東堤街
- 西堤街
- 水車館街
- 水車館里
- 元朗泰衡街
- 元朗泰祥街
- 泰豐街
- 泰利街

舊墟
- 長盛街
- 西溪路
- 鈞樂里
- 利益街
- 酒街
- 五和路
- 元朗舊墟路

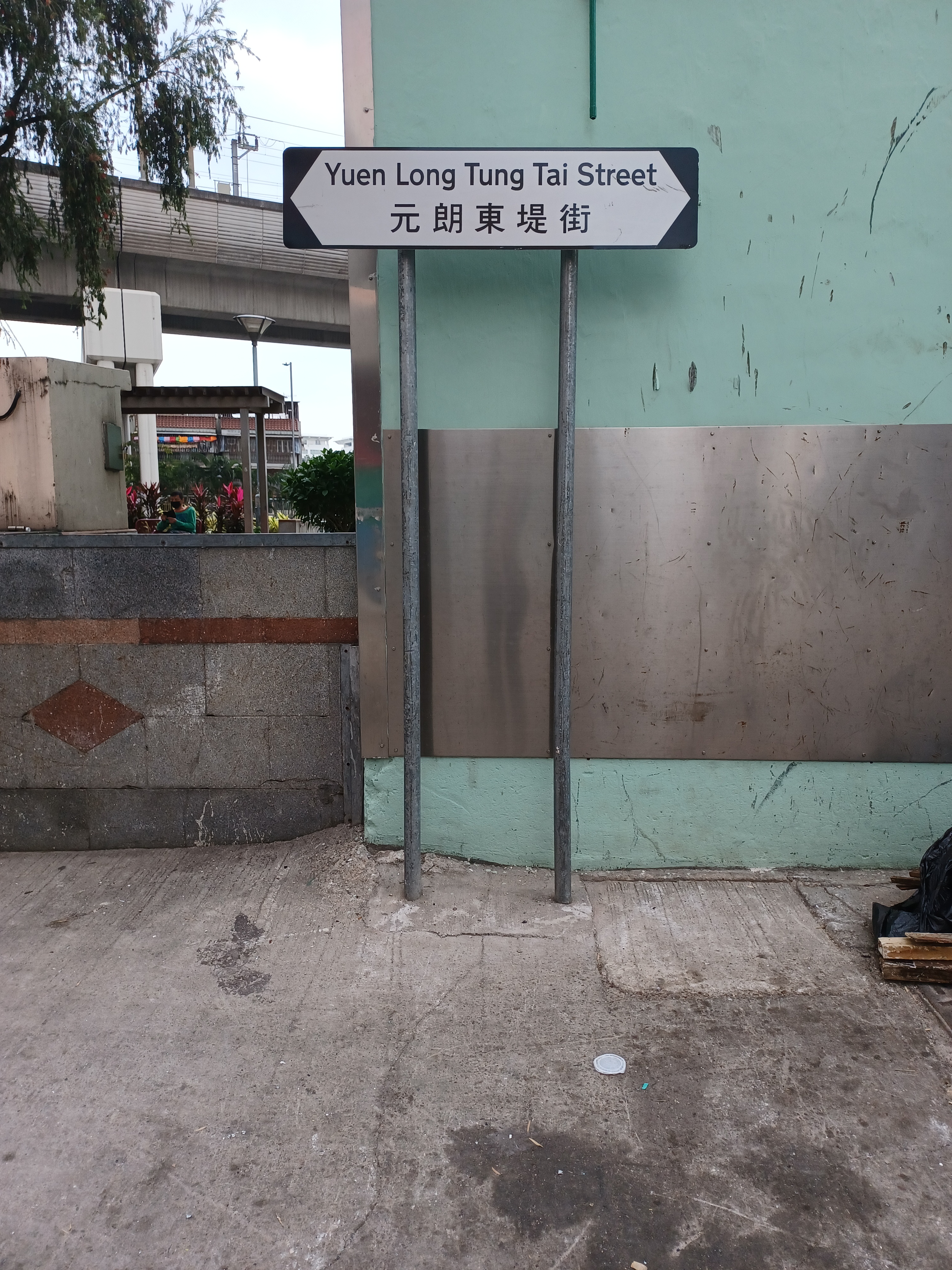
元朗東堤街路牌（2022年1月）
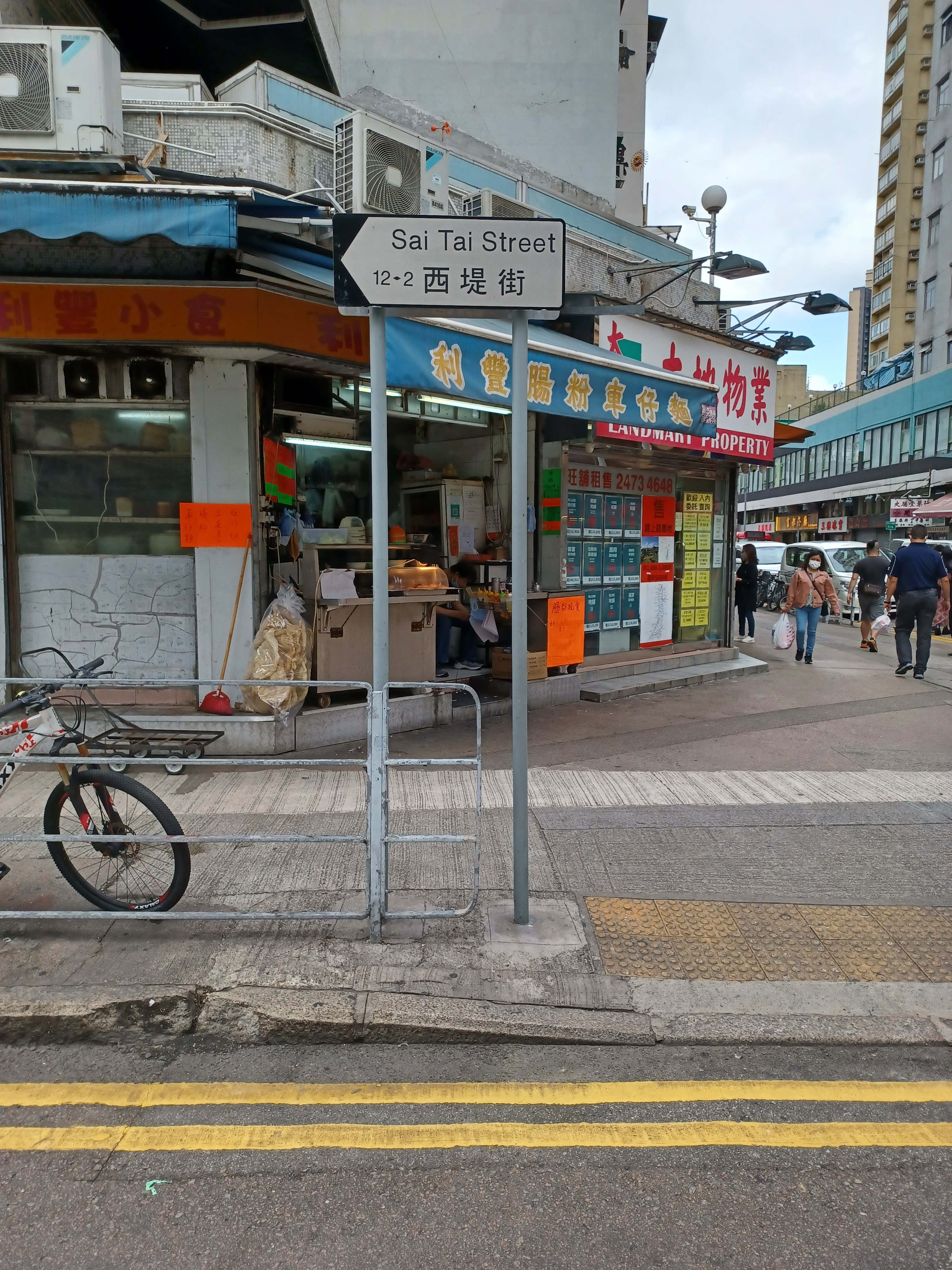
西堤街路牌（2022年3月）
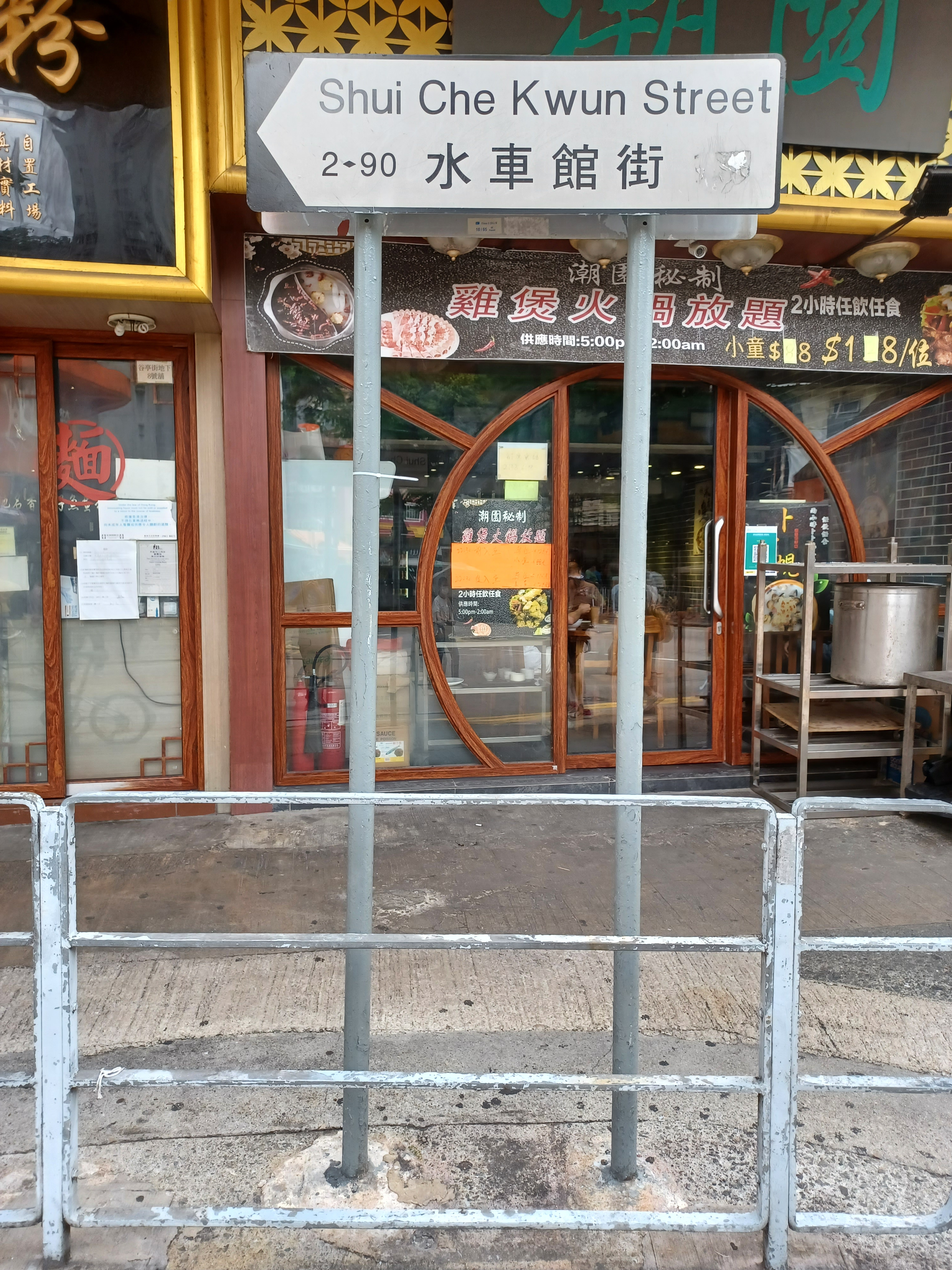
水車館街路牌（2021年8月）
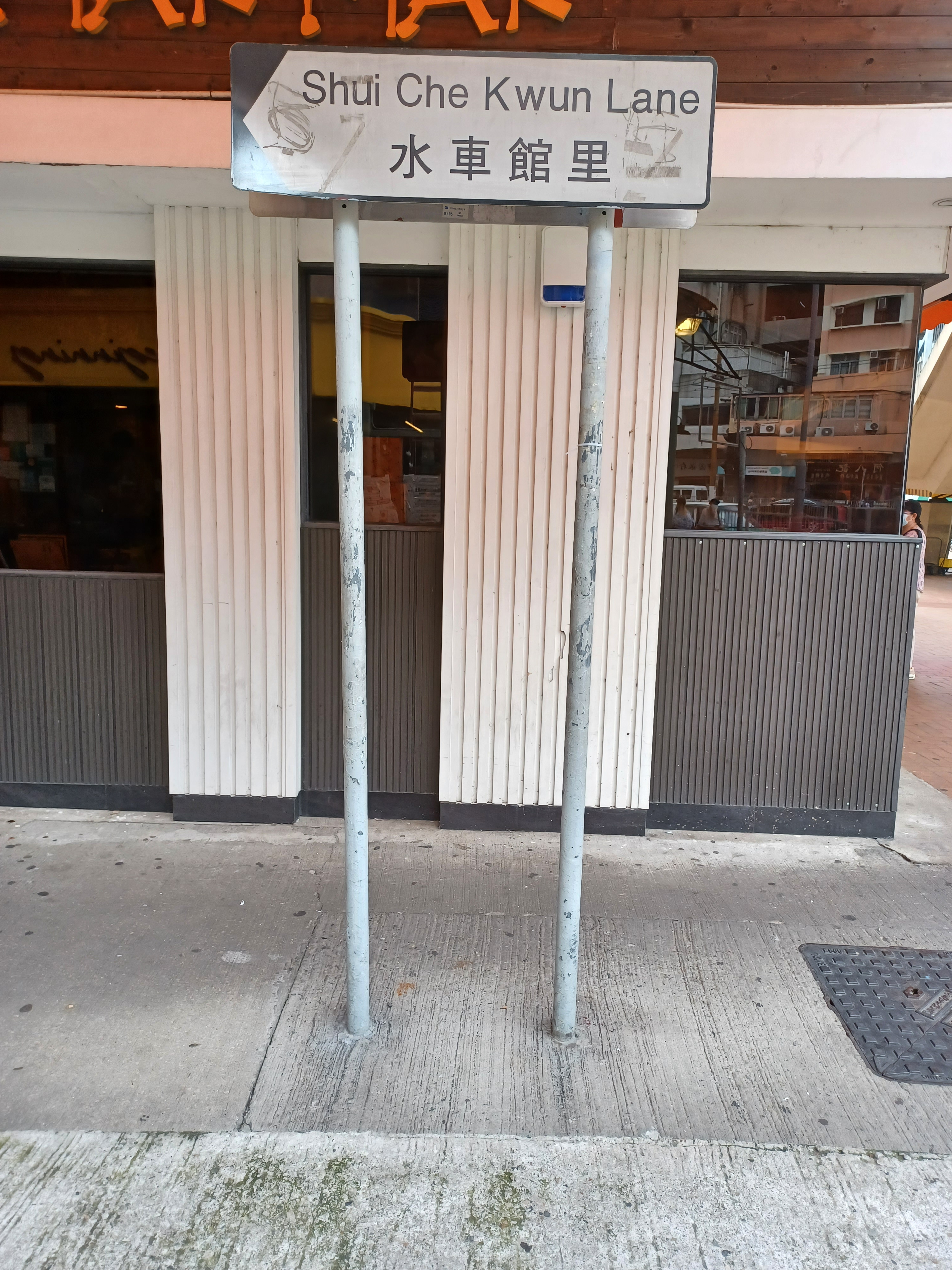
水車館里路牌（2021年8月）
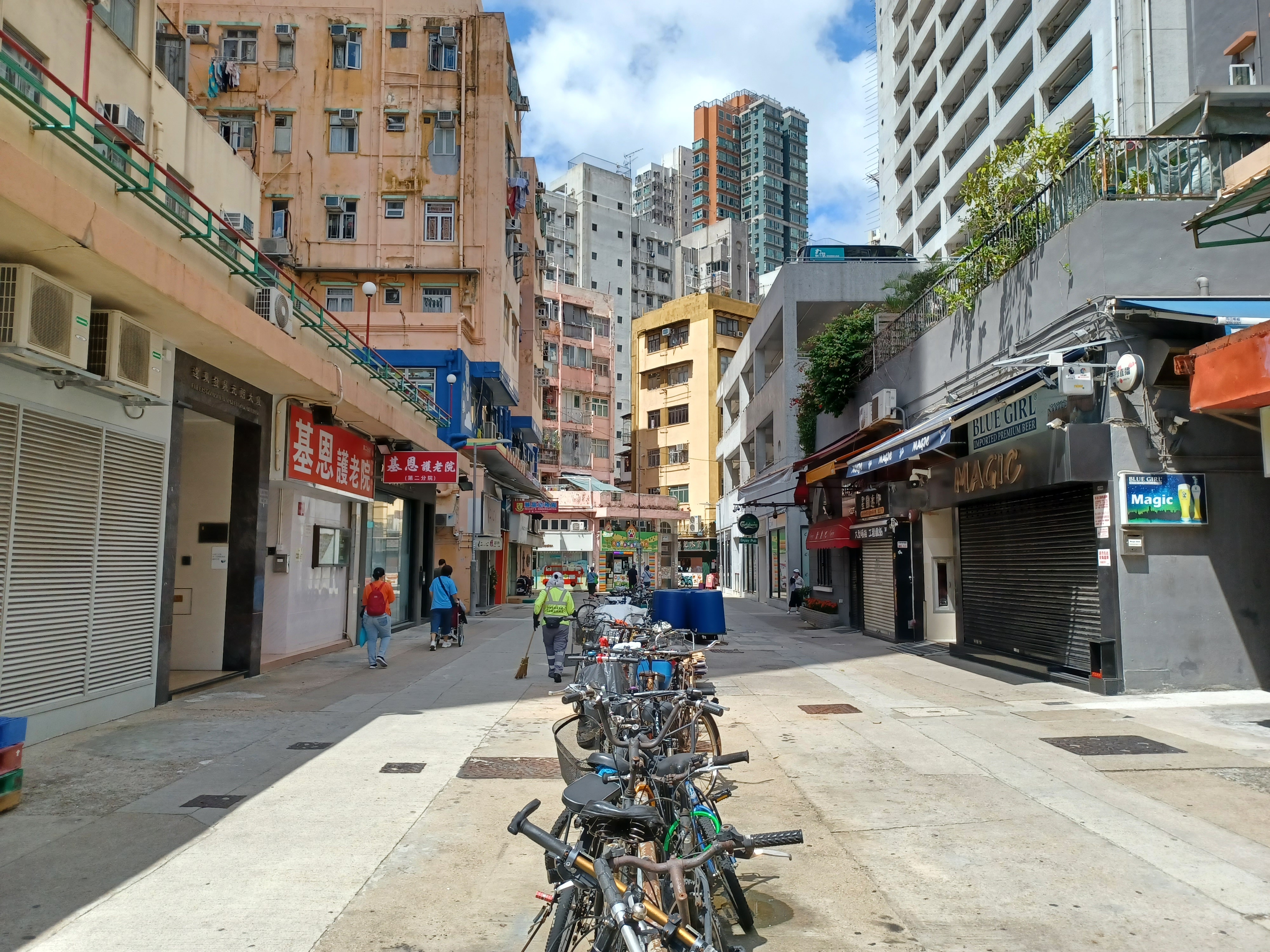
水車館里（2022年6月）
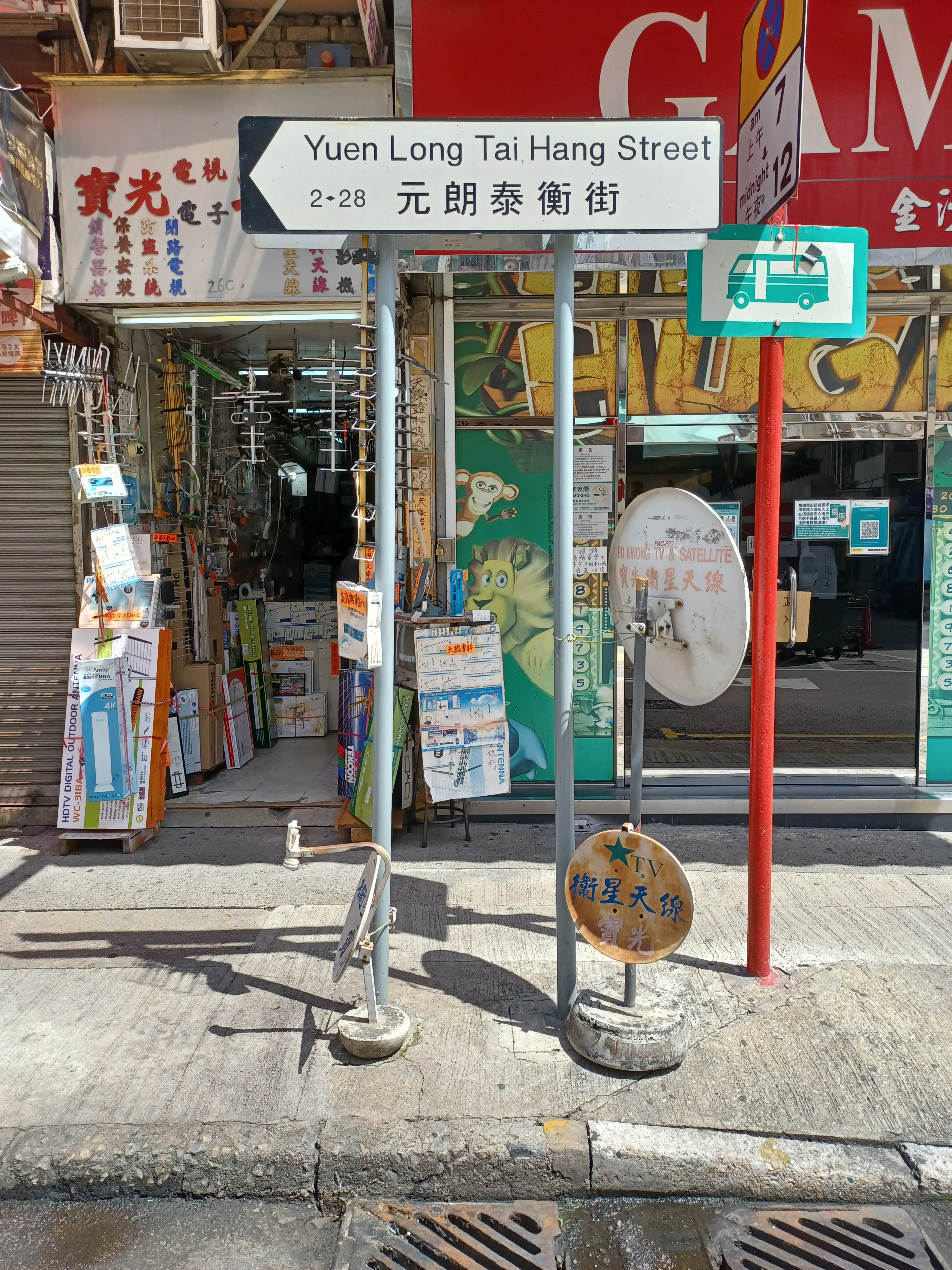
元朗泰衡街路牌
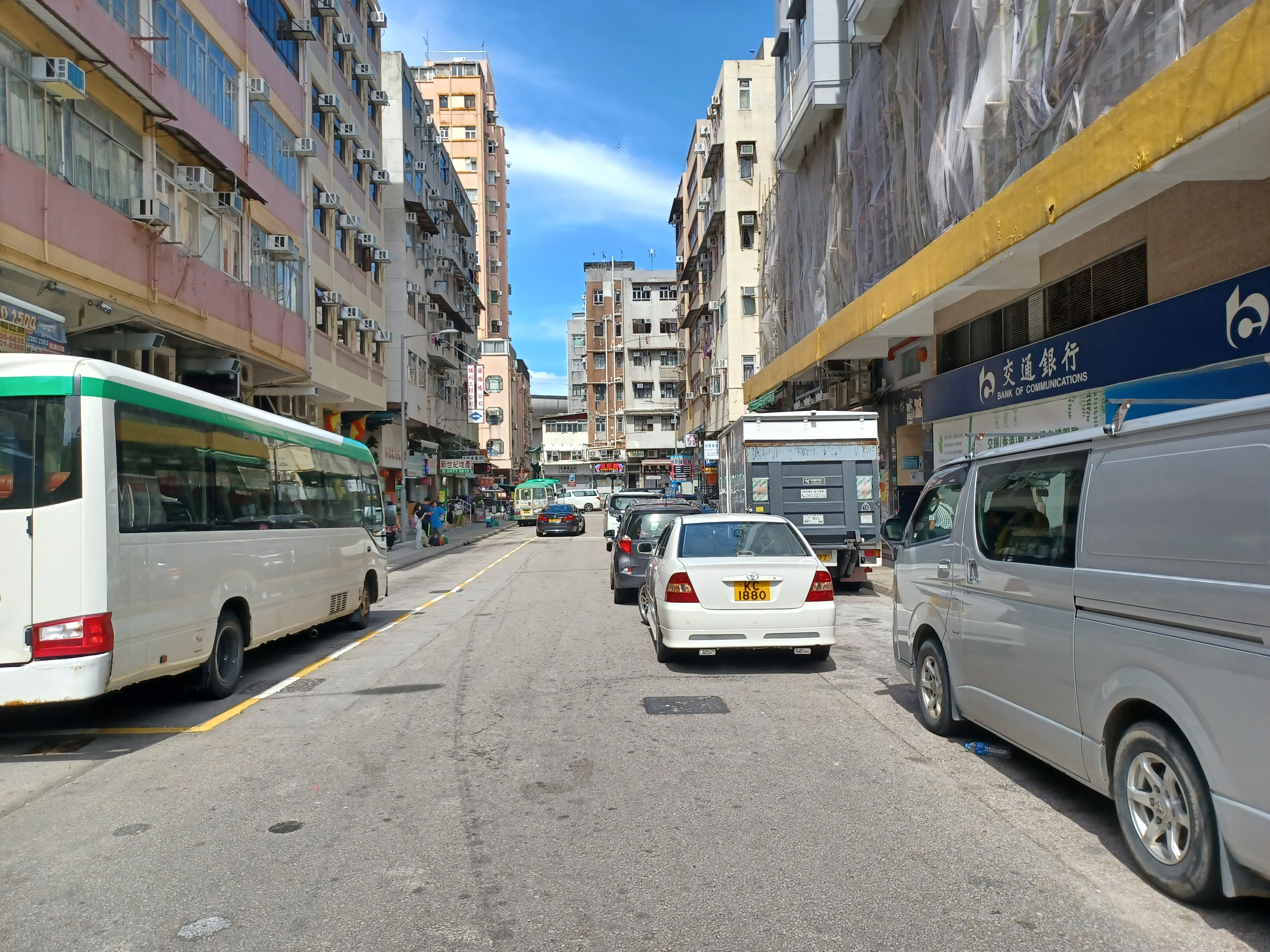
泰豐街
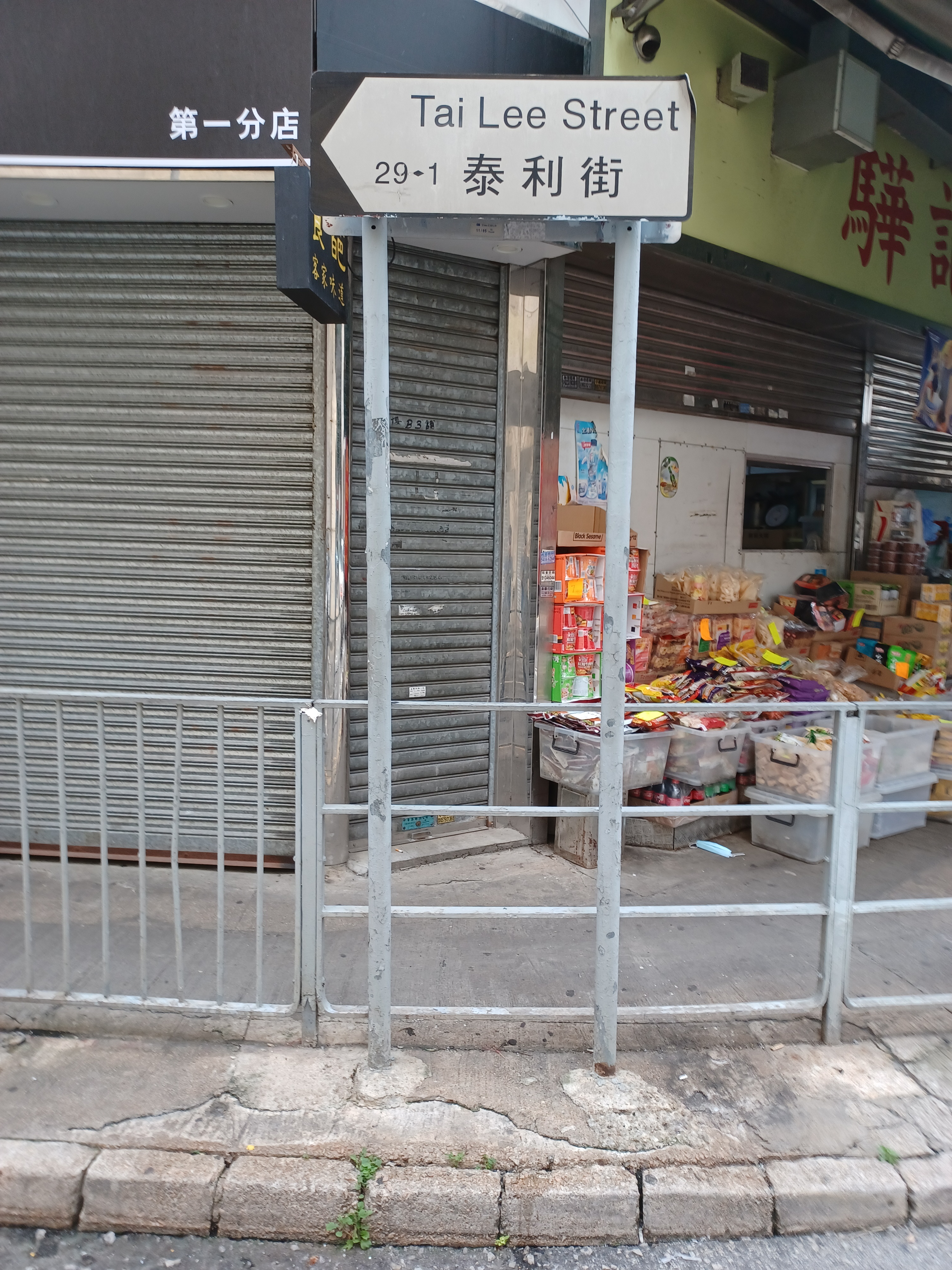
泰利街路牌（2021年8月）
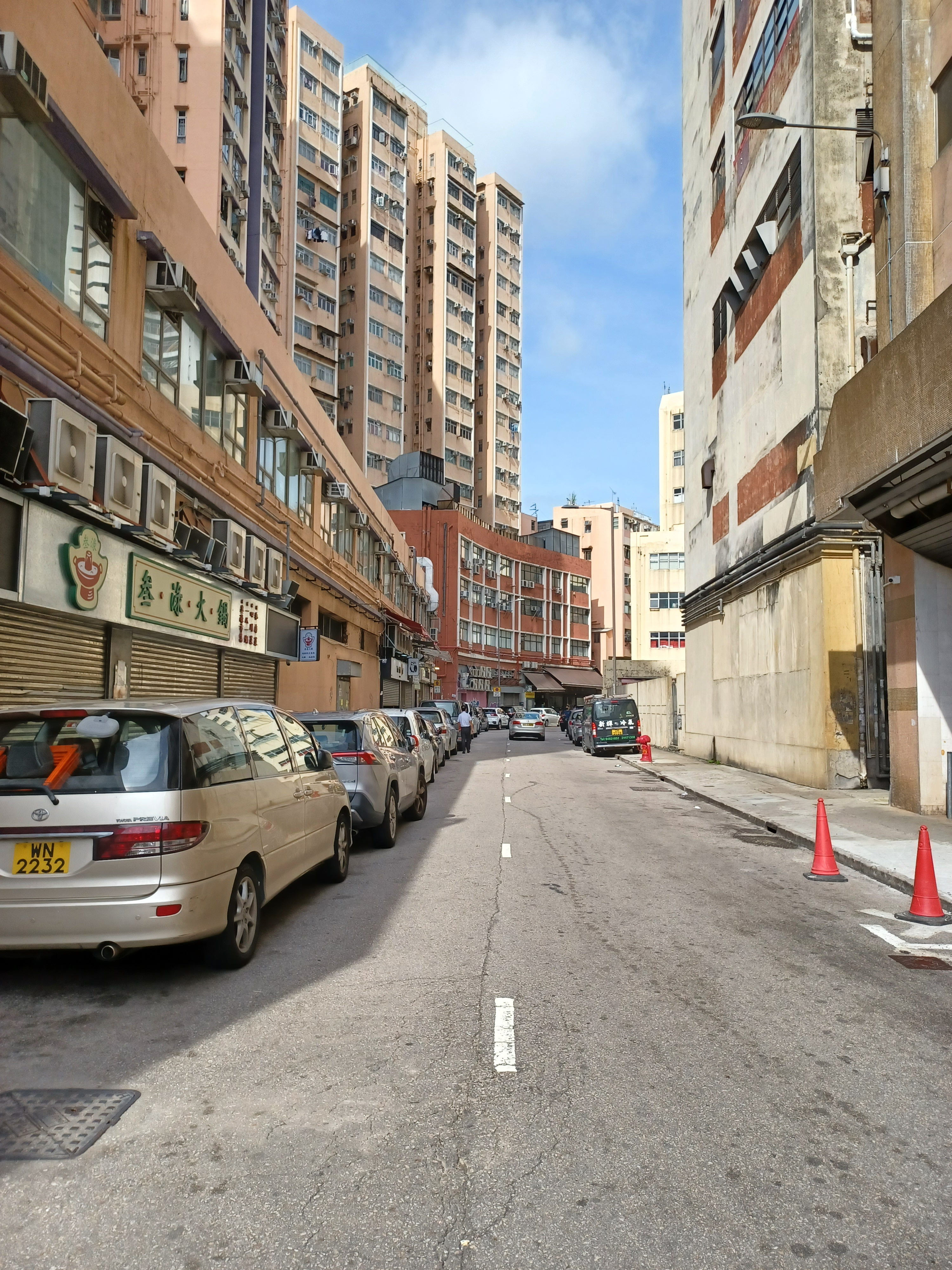
泰利街（2022年6月）
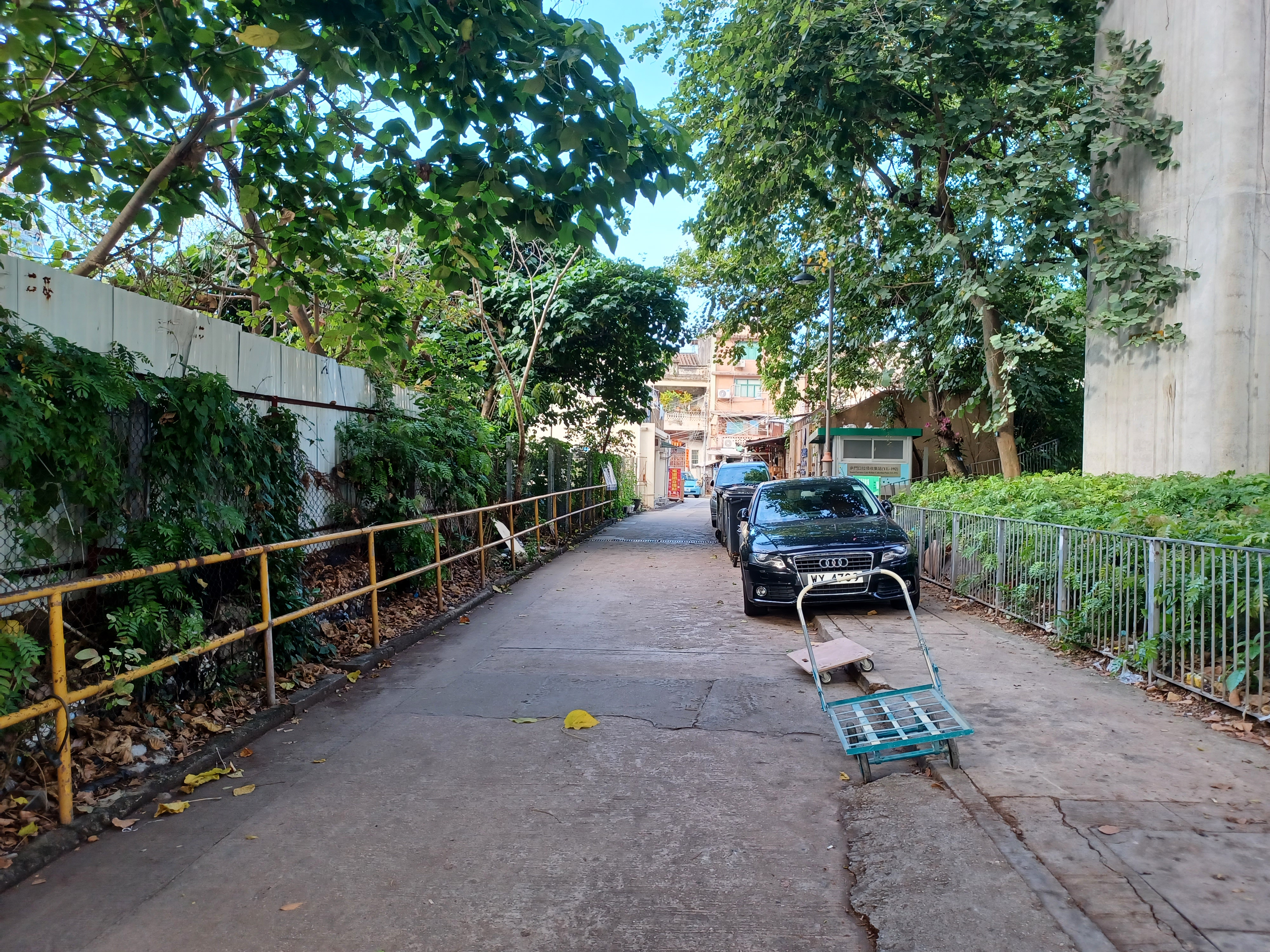
長盛街（2022年3月）
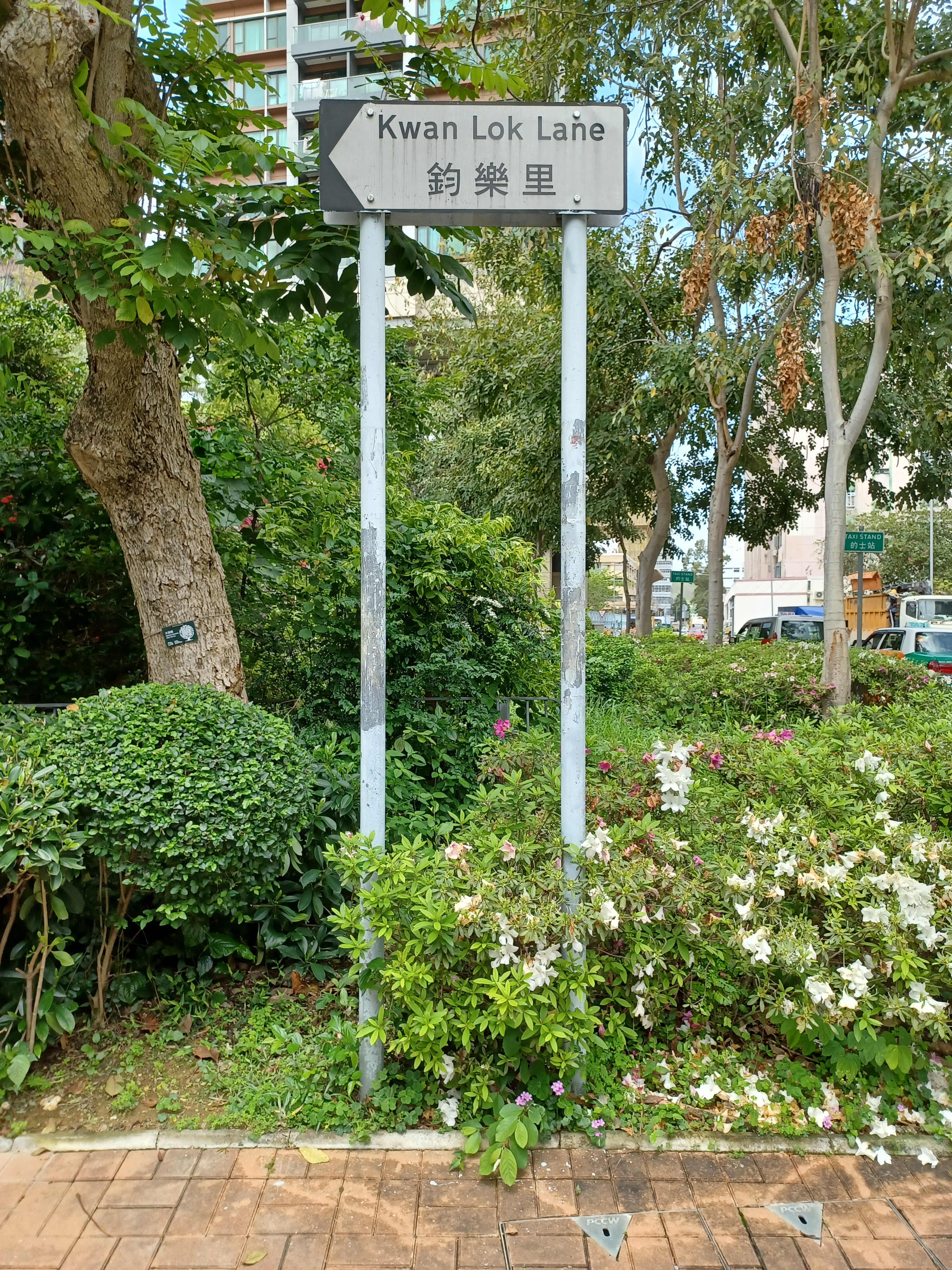
鈞樂里路牌（2022年3月）
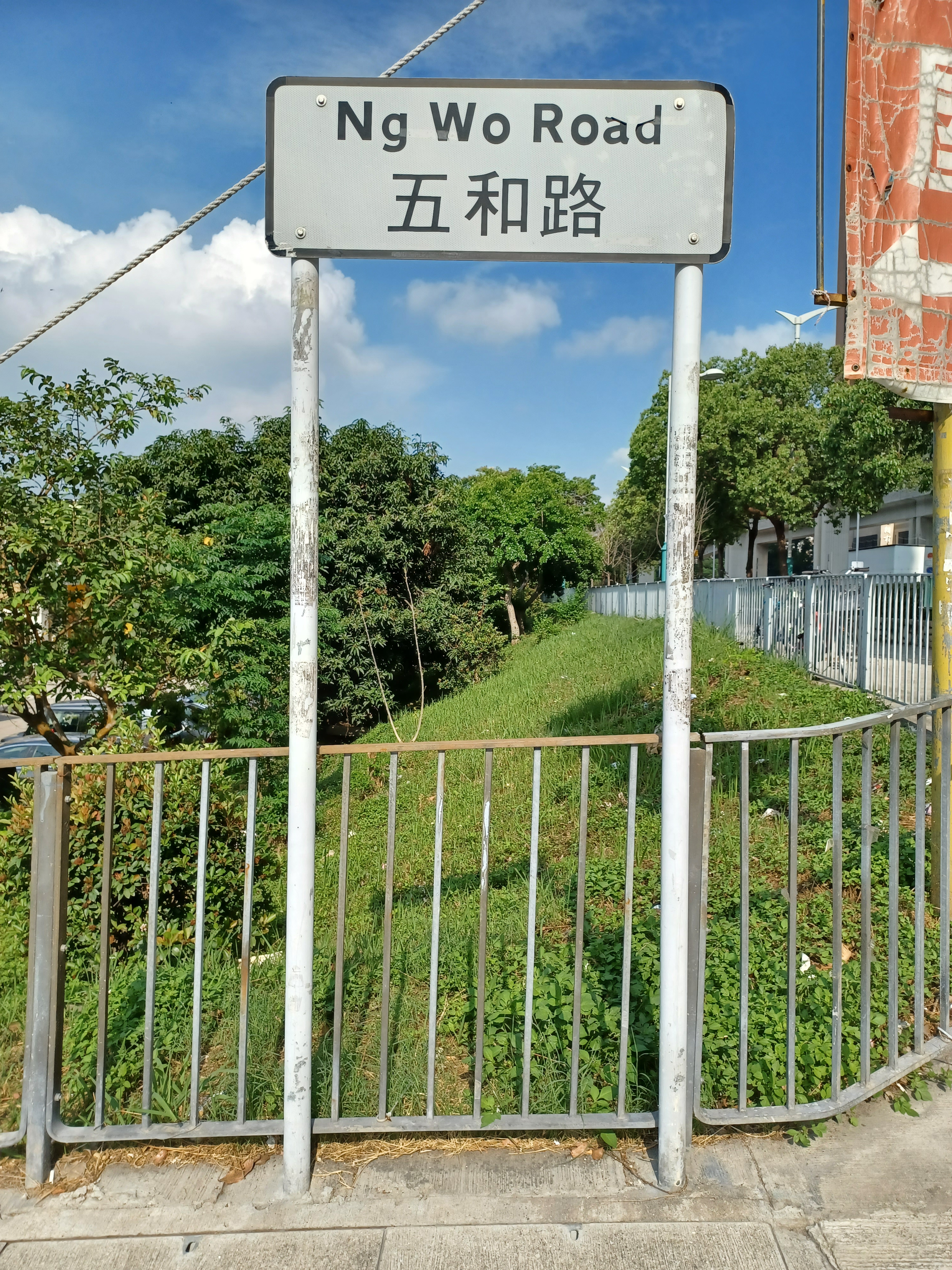
五和路路牌（2022年4月）
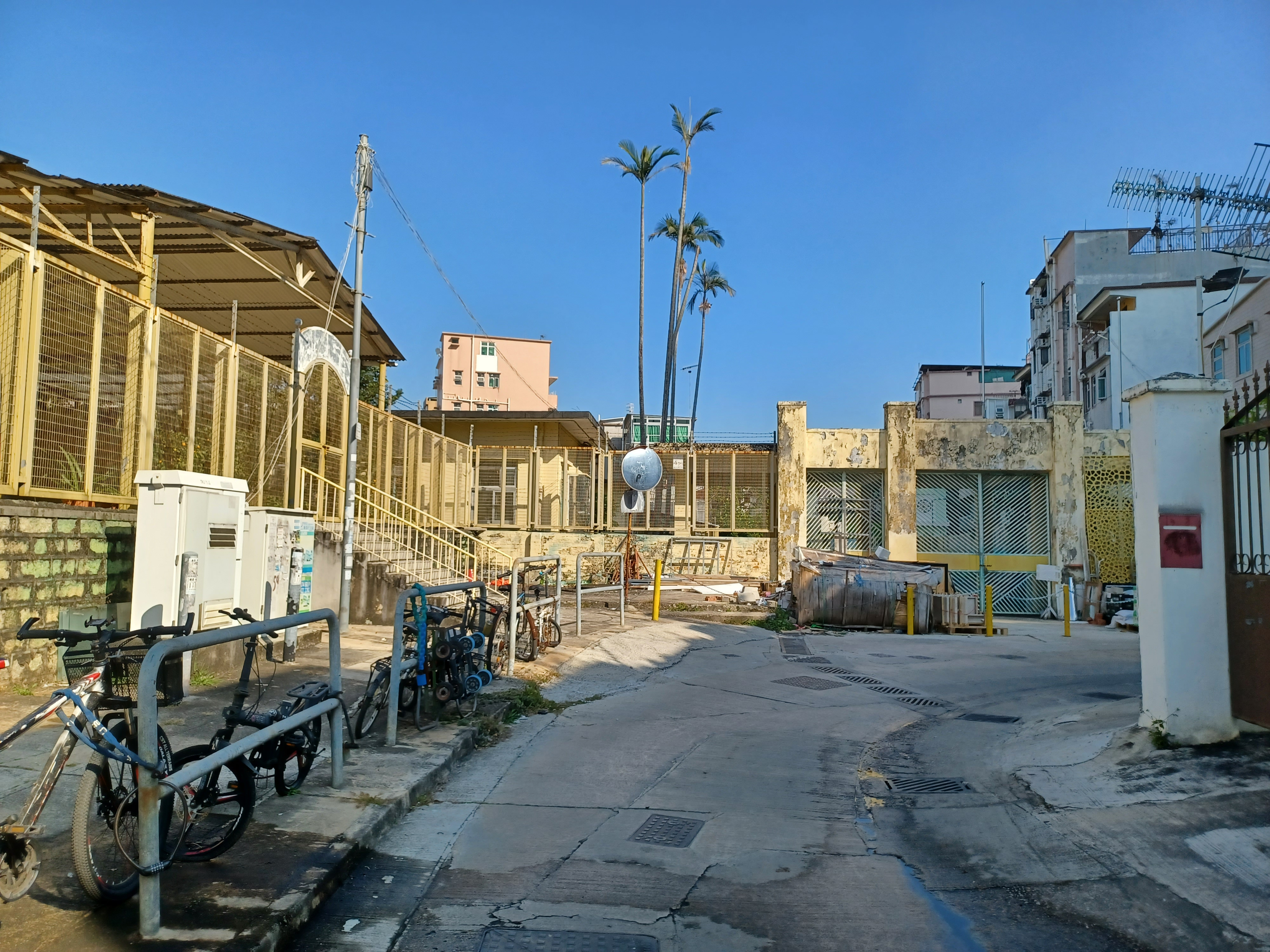
五和路近五和公立學校
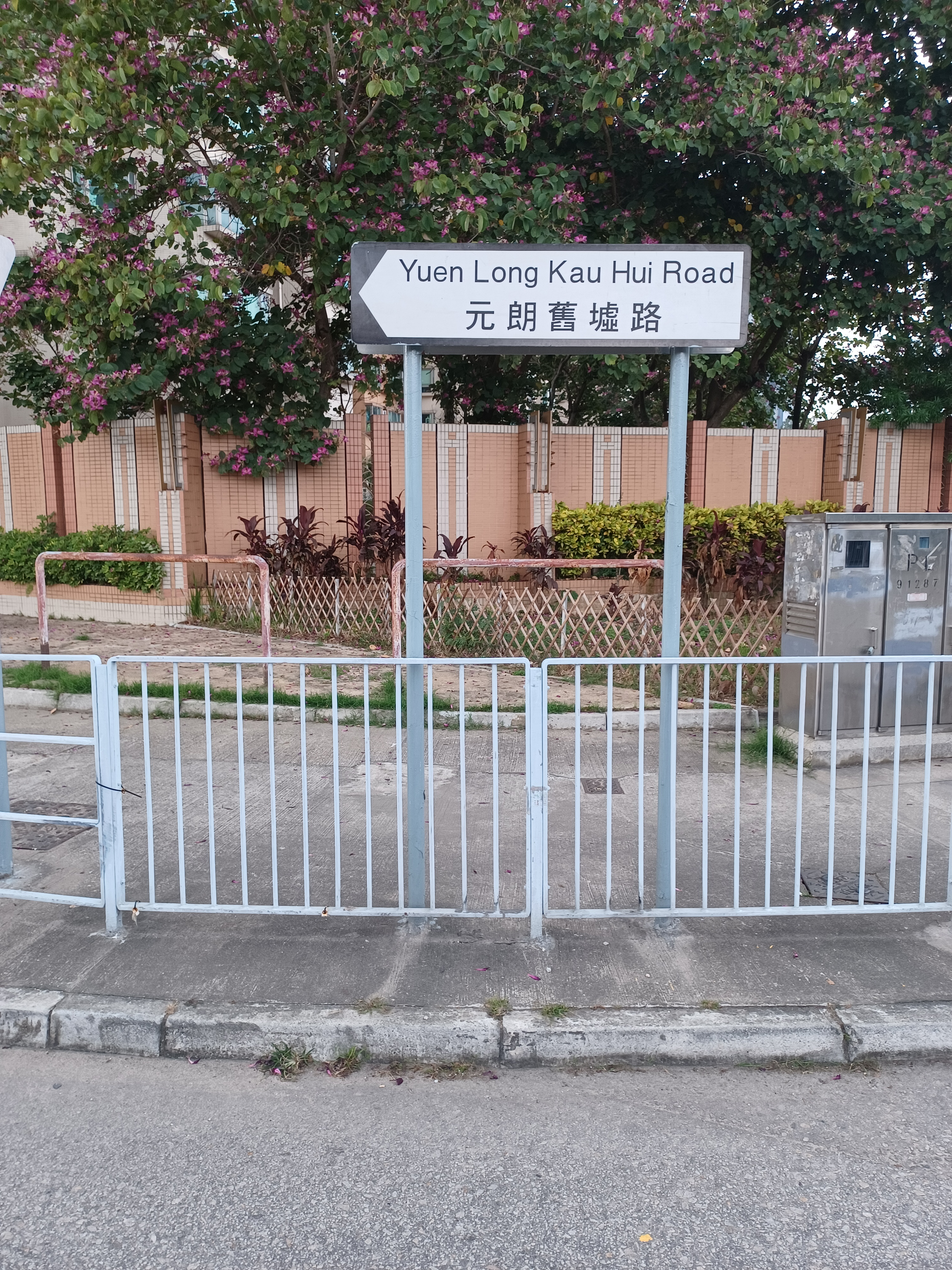
元朗舊墟路路牌（2022年1月）
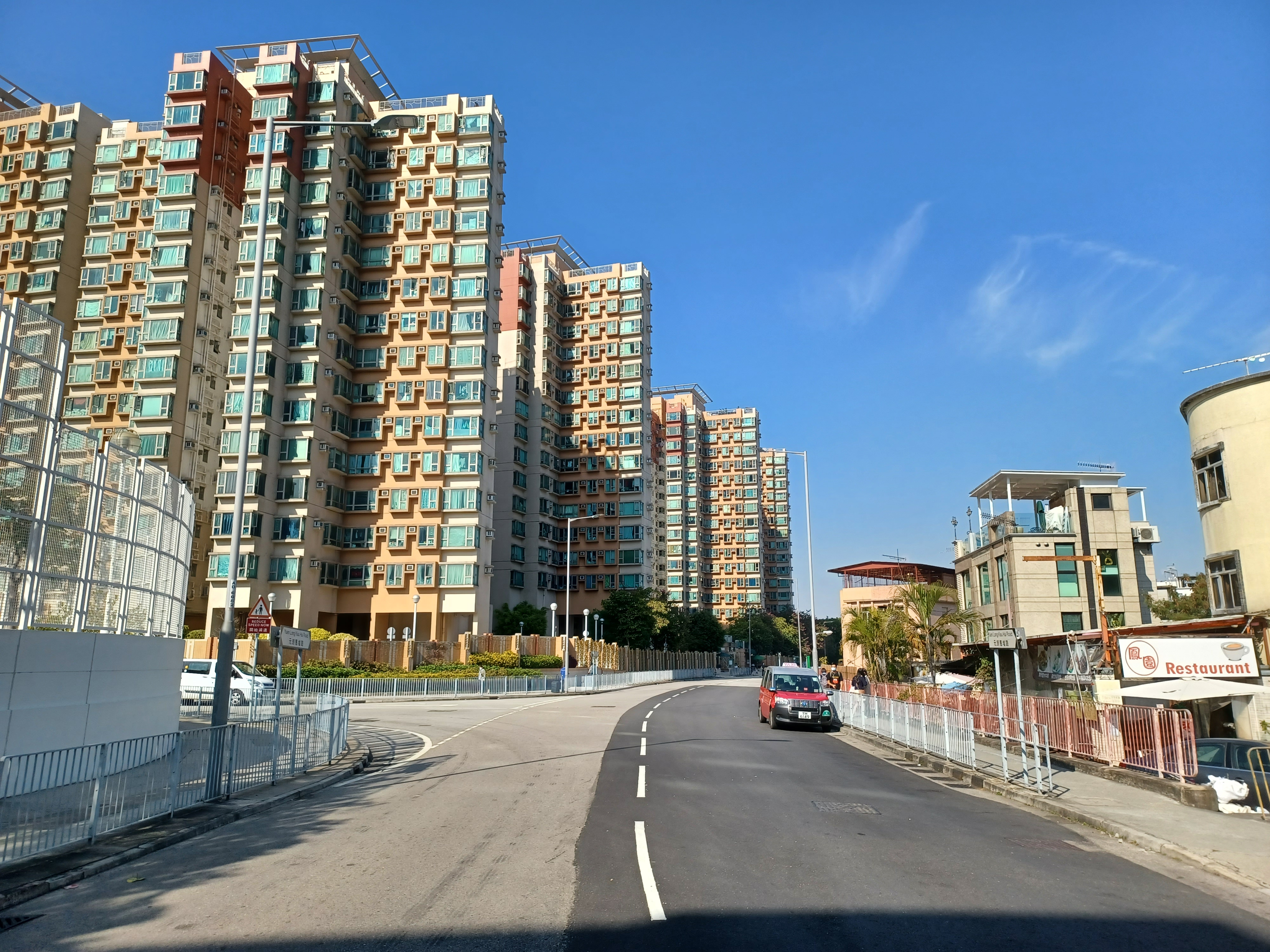
元朗舊墟路近鐘聲學校

## 外部連結
- 經典重溫頻道 --- 百載鑪峰 --- 元朗新舊墟 (1984) （页面存档备份，存于）